# Сарафян, Никогос
Никогос Сарафян (арм. Նիկողոս Սարաֆեան, 30 марта 1902, Варна, Княжество Болгария — 16 декабря 1972, XII округ Парижа) — армянский писатель, поэт, редактор и журналист.

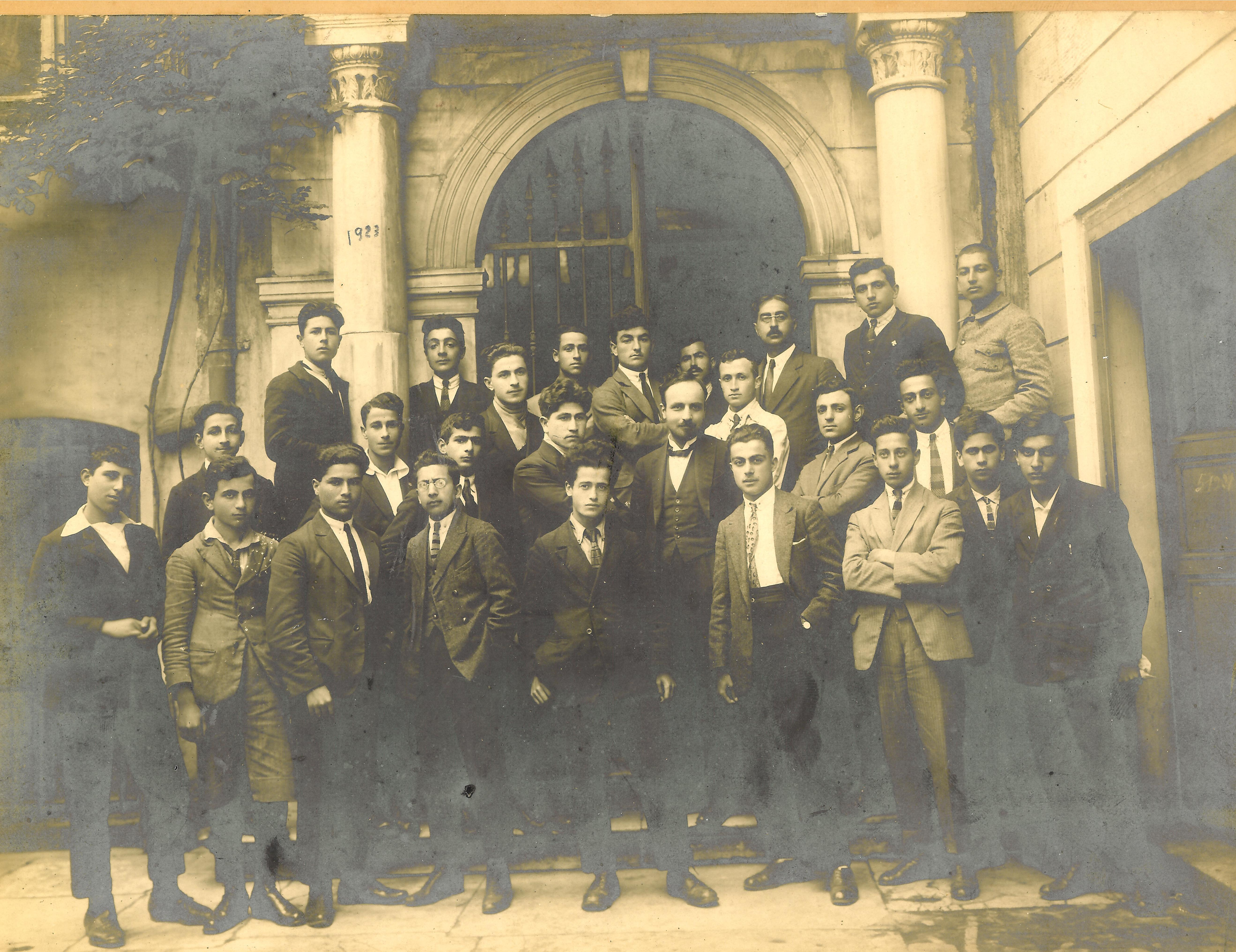
Школа Гетронаган, класс 1923 года (Никогос Сарафян находится посередине и справа от директора.)

## Биография
Никогос Сарафян родился на судне, шедшем из Константинополя в Варну. Образование получил в армянских и французских школах Румынии и Болгарии. В неспокойный период Первой мировой войны Сарафян вместе со своей семьёй бежал обратно в Варну, где они оставались до Мудросского перемирия и переехали в Стамбул. Он учился в престижной армянской средней школе Гетронаган. После провозглашения Турецкой Республики в 1923 году переехал в Париж. Он много писал на французском и армянском языках.
Сарафян перестал писать в 1950-х. Ближе к концу своей жизни он жил на авеню дю Пти-Парк в Венсене со своей женой Прапион Сукиасян. Умер 16 декабря 1972 года в Париже, на улице Фобур-Сен-Антуан.